# Castillo Fukuyama
El Castillo Fukuyama (福山城 Fukuyama-jō?), en ocasiones llamado Castillo Hisamatsu (久松城 Hisamatsu-jō?) o Castillo Iyō (葦陽城 Iyō-jō?) es un castillo japonés localizado en la antigua provincia de Bingo, en lo que fue el han Fukuyama durante el periodo Edo de la historia de Japón, y que en la actualidad forma parte de la prefectura de Hiroshima.

## Historia

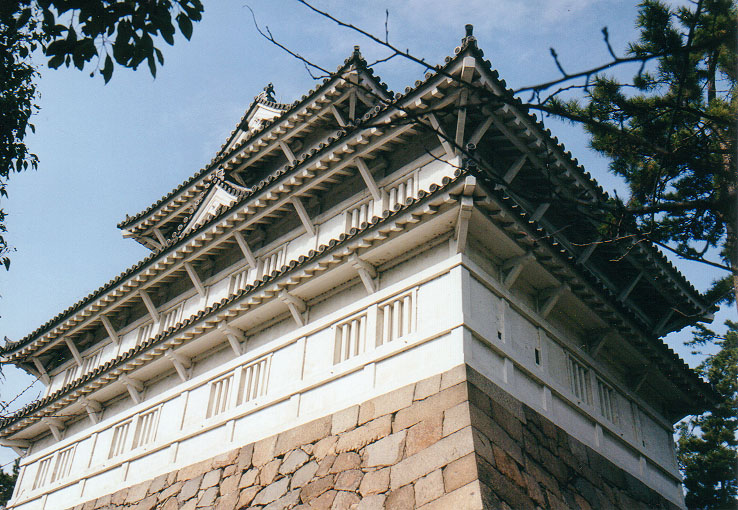
Yagura Fushimi.

El castillo se comenzó a construir en una colina del han Fukuyama en el año de 1619 con el objeto de fungir como centro administrativo y de gobierno de todo el feudo.
La mayoría de la construcción del castillo fue destruida durante la Segunda Guerra Mundial durante los bombardeos de 1945.
El castillo tal como lo encontramos el día de hoy se debe a una reconstrucción que data del año de 1966 por parte del gobierno japonés.